# Heinz-Günter Schenk
Heinz-Günter Schenk (* 16. Januar 1942 in Salzwedel) ist ein ehemaliger deutscher Dreispringer und Sprinter.
Im Dreisprung schied er bei den Olympischen Spielen 1968 in Mexiko-Stadt in der Qualifikation aus. 1971 wurde er Sechster bei den Leichtathletik-Europameisterschaften in Helsinki, und 1972 kam er bei den Olympischen Spielen in München erneut nicht über die Vorrunde hinaus.
1968 und 1973 wurde er DDR-Meister im Dreisprung und 1973 DDR-Hallenmeister im Dreisprung. Mit dem SC Dynamo Berlin wurde er 1972 DDR-Meister in der 4-mal-100-Meter-Staffel.
Seine persönliche Bestleistung im Dreisprung von 16,94 m stellte er am 15. Juni 1972 in Potsdam auf.